# صدا زدن (فیلم ۲۰۱۴)
صدا زدن (به انگلیسی: The Calling) فیلمی محصول سال ۲۰۱۴ و به کارگردانی جیسون استون است. در این فیلم بازیگرانی همچون سوزان ساراندون، گیل بیلاز، الن برستین، توفر گریس، دونالد ساترلند و کریستوفر هیردال ایفای نقش کرده‌اند.